# Бистра Фол
Бистра Фол е българска актриса, една от първите филмови актриси в България наред с Жана Гендова и Ставруда Фратева.

## Филмография
| Година | Филми               | Роля                 |
| ------ | ------------------- | -------------------- |
| 1934   | Песента на Балкана  | Росица               |
| 1933   | Бунтът на робите    | Лалка                |
| 1930   | Буря на младостта   | богатата годеница    |
| 1929   | Улични божества     | дъщерята като голяма |
| 1928   | Пътят на безпътните | Дора                 |